# Mikołaj Domaradzki
Mikołaj Zbigniew Domaradzki (ur. 1976) – polski filozof, nauczyciel akademicki, profesor nauk humanistycznych.

## Życiorys
27 września 2004 obronił pracę doktorską O subiektywności prawdy w ujęciu Sorena Aabye Kierkegaarda, 14 kwietnia 2014 habilitował się na podstawie pracy zatytułowanej Filozofia antyczna wobec problemu interpretacji. Rozwój alegorezy od przedsokratyków do Arystotelesa. Został zatrudniony na stanowisku adiunkta w Instytucie Filozofii na Wydziale Nauk Społecznych Uniwersytetu im. Adama Mickiewicza.
Piastuje funkcję profesora na Wydziale Filozoficznym Uniwersytetu im. Adama Mickiewicza w Poznaniu.